# Władysław Oszkinis

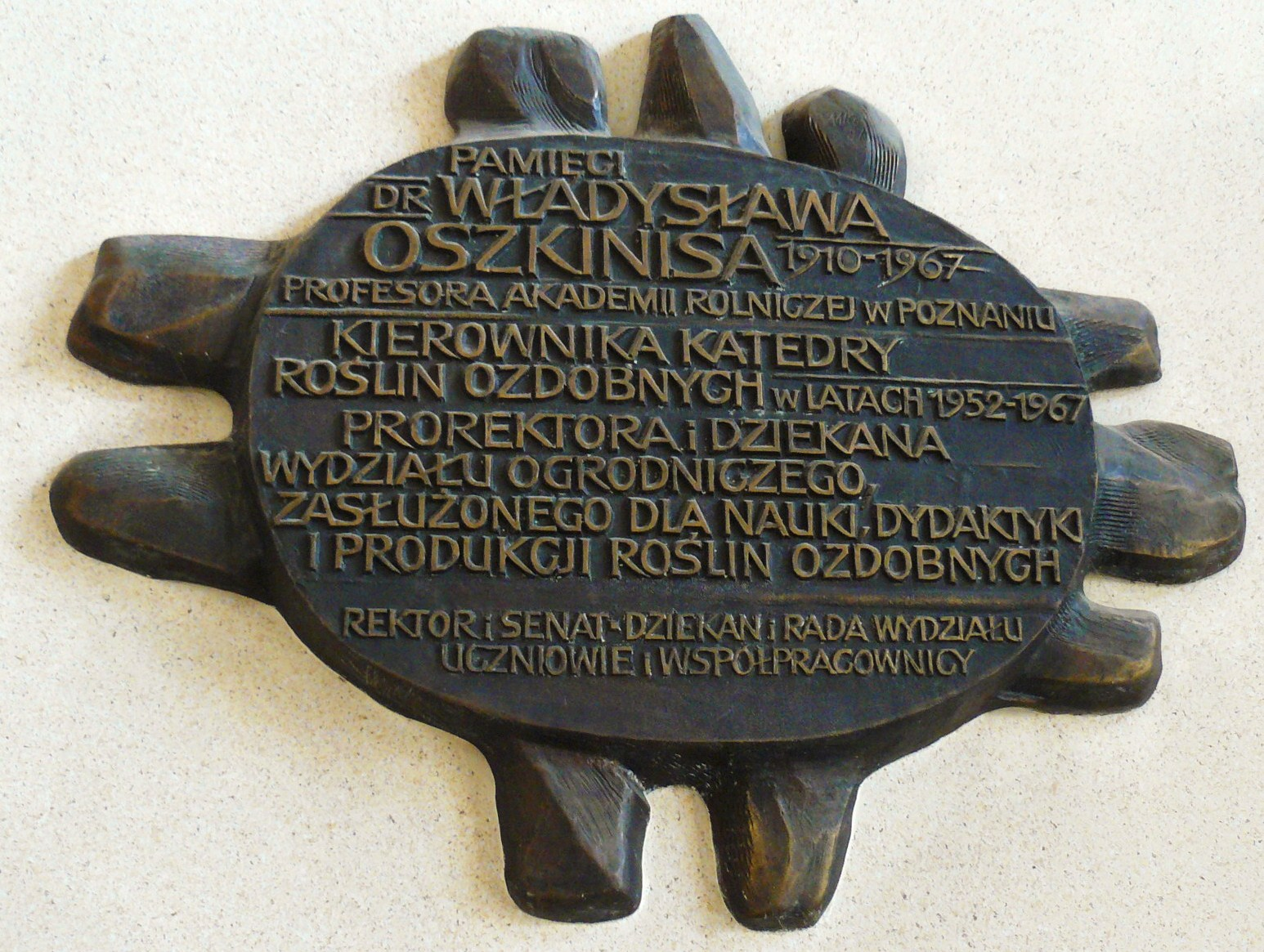
Tablica pamiątkowa w Kolegium Zembala

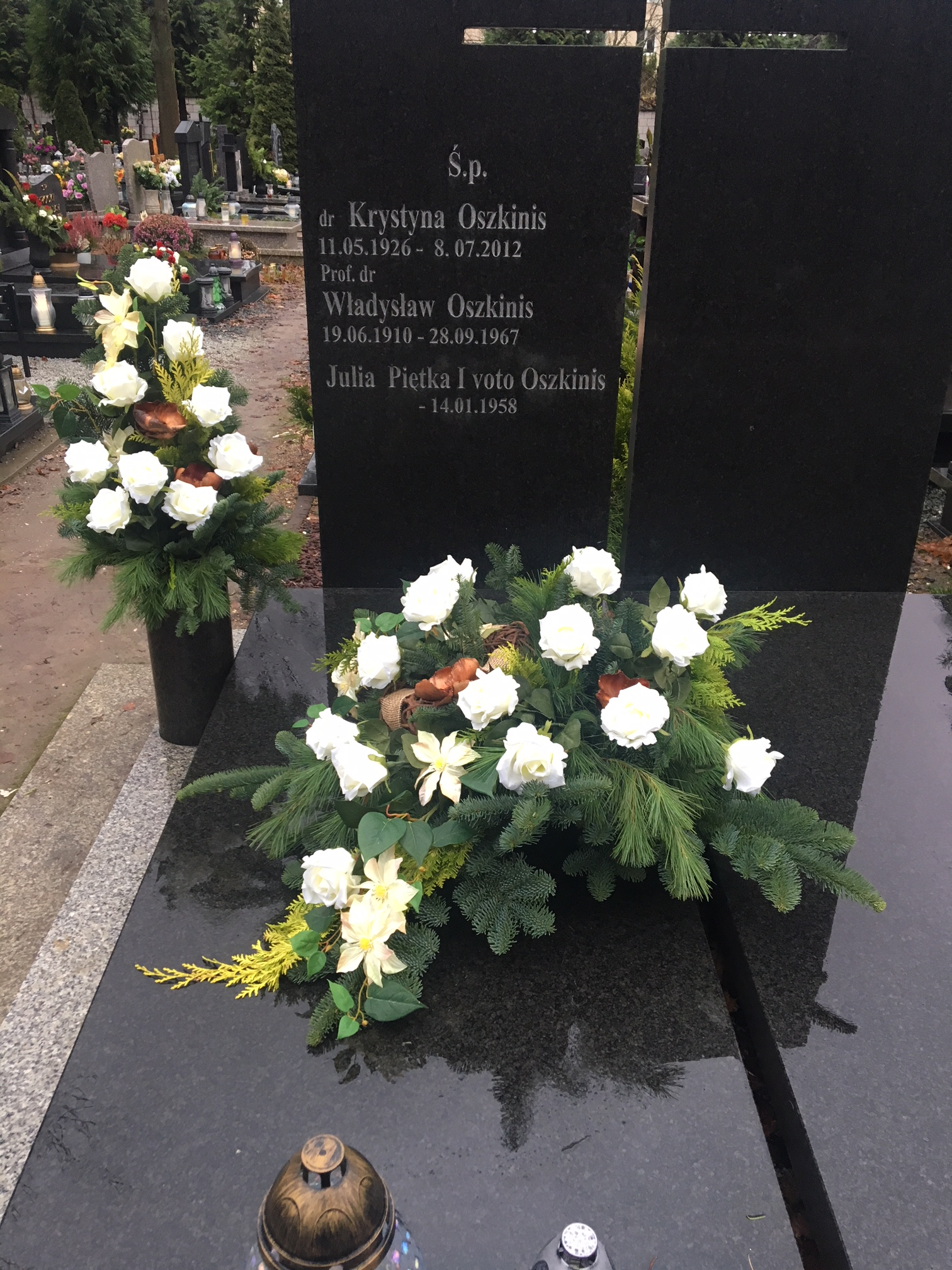
Grób prof. Władysława Oszkinis i jego żony dr Krystyny Oszkinis na cmentarzu Jeżyckim w Poznaniu (kw. AB, grób 237)

Władysław Oszkinis (ur. 19 czerwca 1910 w Suwałkach, zm. 28 września 1967 w Poznaniu) – doktor ogrodnictwa, jeden ze współtwórców Wydziału Ogrodnictwa i Architektury Krajobrazu Uniwersytetu Przyrodniczego w Poznaniu, badacz roślin ozdobnych. Mąż botaniczki Krystyny Oszkinis.

## Życie i osiągnięcia
W 1928 ukończył średnią szkołę ogrodniczą w Wilnie, by zostać na niej instruktorem kwiaciarstwa. Naukę kontynuował w Państwowej Szkole Ogrodniczej w Poznaniu, a w 1937 wrócił do Wilna, gdzie nadal nauczał kwiaciarstwa i drzewoznawstwa. Aktywny członek Wileńskiego Towarzystwa Ogrodniczego. W latach 1939–1945 jeniec obozów Prenzlau, Neubrandenburg, Gross-Born i Sandbostel. Po uwolnieniu zorganizował Szkołę Rolniczo-Ogrodniczą w Niederlangen dla Polaków - byłych więźniów, żołnierzy i jeńców, którą kierował do 15 czerwca 1947. Dalsza kariera zawodowa przedstawia się następująco:
- 1948 - dyplom inżyniera ogrodnictwa na Wyższej Szkole Gospodarki Wiejskiej w Łodzi,
- 25 maja 1950 - dyplom magistra na SGGW w Warszawie pod kierunkiem prof. Stanisława Wóycickiego - Przebieg rozwoju i kwitnienia róż w uprawie szklarniowej,
- 1949–1952 - asystent na SGGW w Warszawie (Katedra Roślin Ozdobnych),
- 14 lipca 1952 - doktoryzacja na SGGW w Warszawie - Przebieg pobierania mineralnych składników pokarmowych przez goździki,
- 1 października 1952 - kierownik Katedry i Zakładu Roślin Ozdobnych Wyższej Szkoły Rolniczej w Poznaniu,
- 1 września 1954 - tytuł zastępcy profesora,
- 1 lutego 1959 - tytuł docenta,
- 1962–1964 - kierownik Zakładu Roślin Ozdobnych w Instytucie Hodowli i Aklimatyzacji Roślin w Radzikowie,
- 28 maja 1966 - tytuł profesora nadzwyczajnego nauk rolniczych.

Naukowiec był członkiem Komisji ds. Roślin Ozdobnych Rady Naukowo-Technicznej przy Ministerstwie Rolnictwa (od 1960). Od 1967 członek rady programowej miesięcznika Ogrodnictwo. 

## Odznaczenia
- Złoty Krzyż Zasługi (1956),
- nagroda indywidualna II stopnia Ministerstwa Szkolnictwa (1964).

## Publikacje i dydaktyka
Oszkinis opublikował 23 prace twórcze (własne i współtworzone), jeden podręcznik (Róże, 1952, we współpracy z Z. Mazurkiewiczem), 37 artykułów naukowych i popularnonaukowych, 27 komunikatów naukowych, cztery inne opracowania. Osiem prac nie zostało opublikowanych. Pod kierunkiem doktora opublikowano 101 prac magisterskich i jedną doktorską.

## Upamiętnienie
W 1987 na gmachu Kolegium Zembala na poznańskich Ogrodach odsłonięto tablicę pamiątkową ku czci doktora.